# Naughty Little Doggie
Naughty Little Doggie – jedenasty album solowy Iggy’ego Popa wydany w 1996 roku.

## Lista utworów
1. I Wanna Live
2. Pussy Walk
3. Innocent World
4. Knucklehead
5. To Belong
6. Keep on Believing
7. Outta My Head
8. Shoeshine Girl
9. Heart Is Saved
10. Look Away

## Twórcy
- Iggy Pop – wokal, gitara, keyboard
- Debbie Harry – wokal
- John Medeski – organy Hammonda
- Seamus Beaghen – keyboard
- Alex Krist – perkusja
- Charley Drayton – bas
- Kevin Armstrong – gitara